# Rosa (nome)
Rosa  è un nome proprio di persona italiano femminile.

## Varianti
- Femminili:
  - Alterati: Rosi, Rosy, Rosina[2][3], Rosetta[2][3], Rosella[2], Rossella[2]
  - Composti: Rosanna[3][4], Annarosa[4], Rosalba, Mariarosa[4], Rosangela, Rosaura, Rosalinda, Rosalina
- Maschili: Roso[1]
  - Alterati: Rosello, Rosino, Rosetto, Rosalino[1]

### Varianti in altre lingue
- Albanese: Roza, Rosa
- Bulgaro: Роза (Roza)[5]
- Francese: Rose[2]
  - Alterati: Roselle[2], Rosette[2], Rosine[2]
- Inglese: Rose[6], Rosa[2]
  - Forme medievali: Rohese[6], Rohesia[6], Royse[6]
  - Alterati: Rosie[2], Rosy[2]
  - Composti: Rosemary, Rosabel[2]
- Irlandese: Róis[7], Róise
  - Alterati: Róisín[7], Rosheen[7]
- Ligure: Reusa[8]
  - Aterati: Reuso, Rosin
- Lituano: Rožė[2]
- Macedone: Роза (Roza)[5]
- Olandese: Rosa[2]
- Polacco: Róża[2]
- Portoghese: Rosa[2]
  - Alterati: Rosinha[2]
- Russo: Роза (Roza)[5]
- Lingue scandinave: Rosa[2]
- Sloveno: Roza[5]
- Spagnola: Rosa[2]
  - Alterati: Rosita[2]
- Tedesco: Rosa[2]
- Ungherese: Rózsa[2], Róza[2]
  - Alterati: Rózsi[2]

## Origine e diffusione

### Origine ed etimologia

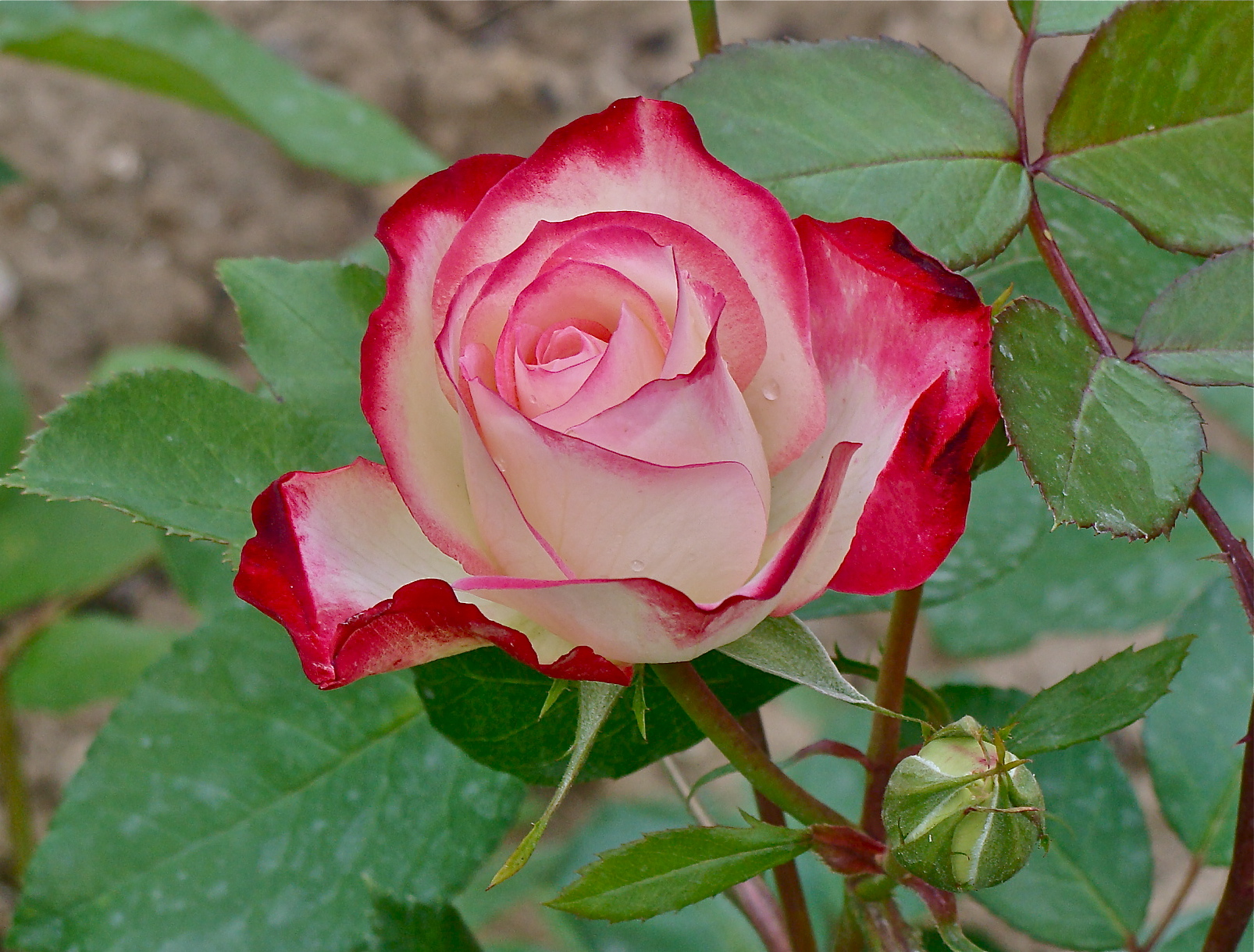
Una rosa Double Delight

Deriva dal latino rosa, che si riferisce al fiore della rosa; etimologicamente si confronta con il termine in greco antico ῥόδον?, rhódon (da cui anche Rhoda), riconducibile ad una radice *wr̥dho, "spina", a sua volta confrontabile con la radice iranica *wr̥dha, in origine riferito alla rosa canina. Ha quindi un significato affine ai nomi persiani Nasrin e Gül, al nome arabo Warda e al nome greco Triantafyllos.
Rosa è utilizzato in molti nomi composti in italiano; tra questi vengono occasionalmente annoverati il già citato Rosalinda, Rosmunda e Rosalia: si tratta però di un errore, in quanto tutti e tre hanno una propria origine indipendente. Va infine notato che Роса (Rosa; forma diminutiva Росица, Rosica, Rositsa) è anche un nome bulgaro omografo, che ha il significato di "rugiada".

### Uso e diffusione
La tradizione di attribuire alle persone nomi di fiori (quali Margherita, Iris, Viola, Dalia, Camelia, Gardenia, Primarosa, Edelweiss, Giacinto, ecc.), antichissima e molto diffusa, si lega al simbolismo ad essi attribuito. In questo caso la rosa, oltre ad essere considerato il fiore per eccellenza, è simbolo di bellezza, regalità, giovinezza e amore.
Il nome si diffuse in Italia a partire dal Medioevo, e nel XX secolo ha ivi avuto grande diffusione, risultando il terzo nome più diffuso tra quelli femminili.

## Onomastico

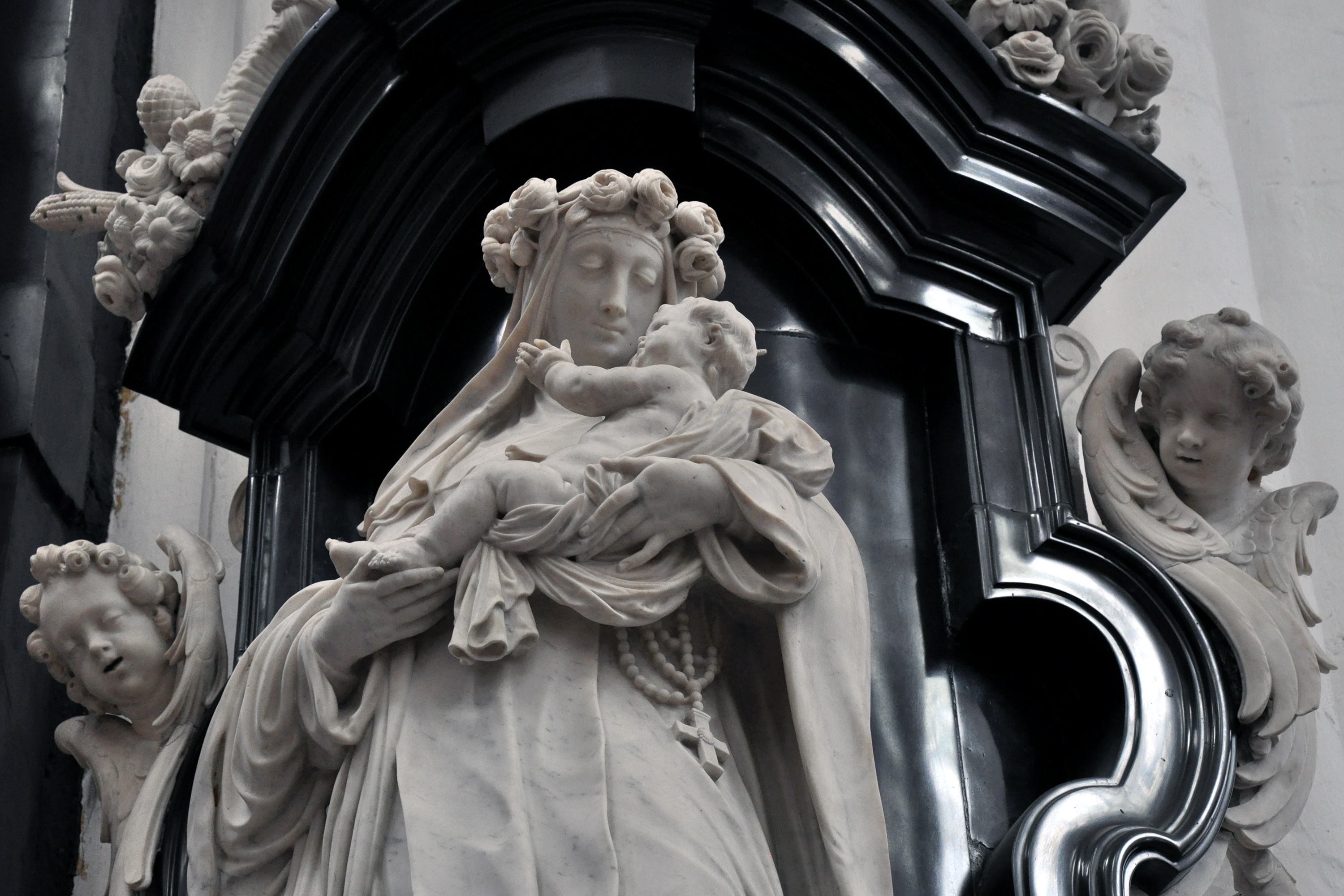
Santa Rosa da Lima, nella chiesa di San Paolo di Anversa

L'onomastico viene solitamente festeggiato il 23 agosto in onore di santa Rosa da Lima, patrona principale del Perù, delle Americhe e delle Filippine, nonché di giardinieri e fiorai, oppure il 6 marzo in memoria di santa Rosa da Viterbo, terziaria francescana. Si ricordano con questo nome anche:
- 6 maggio, beata Anna Rosa Gattorno (al secolo Rosa Maria Benedetta), fondatrice della congregazione delle Figlie di Sant'Anna[18]
- 7 maggio, santa Rosa Venerini, anch'essa di Viterbo, religiosa[18]
- 11 giugno, santa Maria Rosa Molas y Vallvé, religiosa[18]
- 5 luglio, santa Rosa Chen Aixie, martire nell'Hebei, Cina, con un'altra compagna[18][19]
- 12 luglio, santa Rosa di S. Saverio Tallen, martire con altre compagne ad Orange, durante la Rivoluzione francese[19]
- 20 luglio, santa Rosa Zhao, martire nell'Hebei assieme alla madre e alla sorella[18][19]
- 20 luglio, santa Rosa Kim, una dei martiri di Seoul[19]
- 16 agosto, santa Rosa Fan Hui, martire nell'Hebei[18][19]
- 18 agosto, beata Rosa di Nostra Signora del Buon Consiglio Pedret Rull, vergine e martire[19]
- 1º dicembre, beata Maria Rosa di Gesù, francescana[18]

## Persone

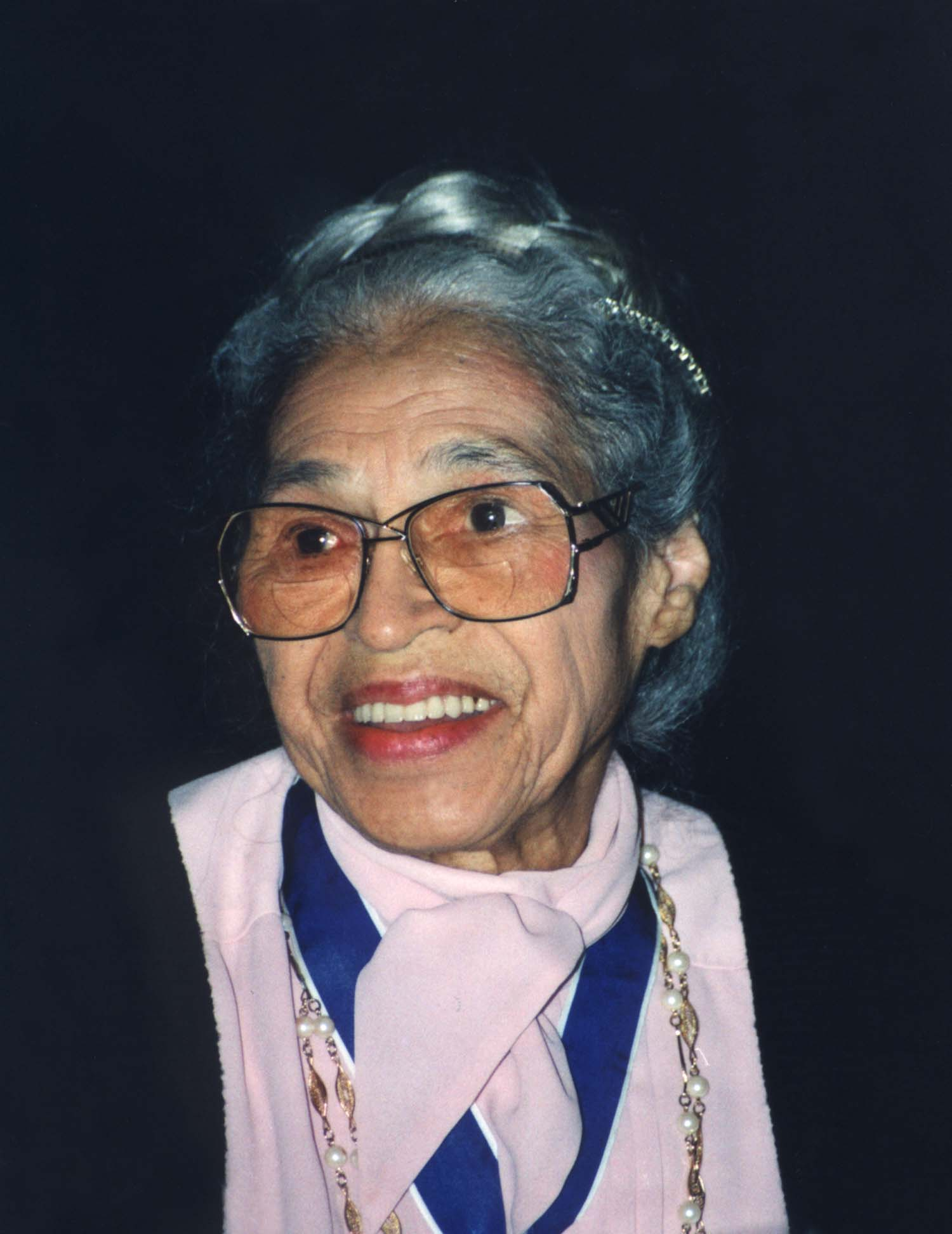
Rosa Parks

- Rosa da Lima, religiosa e santa peruviana
- Rosa da Viterbo, religiosa e santa italiana
- Rosa Bonheur, pittrice francese
- Rosa Luxemburg, politica, teorica socialista e rivoluzionaria tedesca
- Rosa Matteucci, scrittrice italiana
- Rosa Parks, attivista statunitense
- Rosa Ponselle, soprano statunitense
- Rosa Raisa, soprano polacco naturalizzato statunitense
- Rosa Ramalho, ceramista portoghese
- Rosa Russo Iervolino, politica italiana
- Rosa Maria Segale, religiosa e missionaria italiana
- Rosa Vercellana, detta la Bella Rosina o Bela Rusin, amante e poi moglie morganatica di Vittorio Emanuele II

### Variante Rose
- Rose Anderson, cestista britannica
- Rose Byrne, attrice australiana

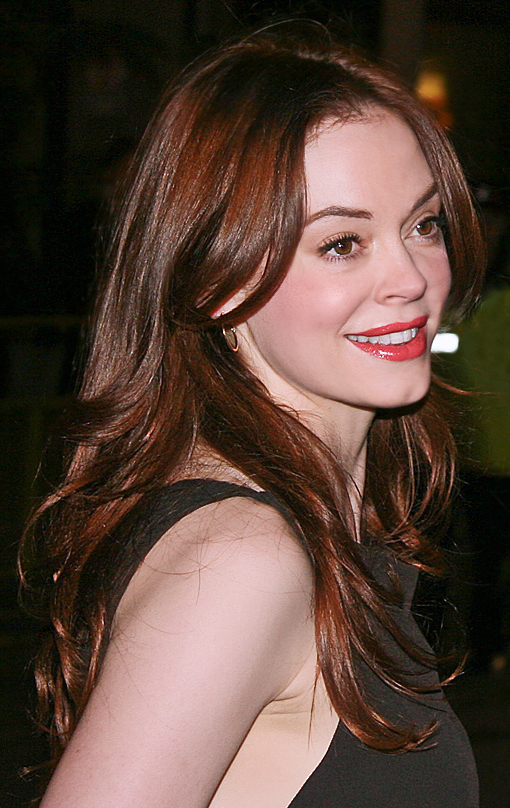
Rose McGowan

- Rose Coghlan, attrice britannica naturalizzata statunitense
- Rose Coyle, modella statunitense
- Rose Friedman, economista statunitense
- Rose Hobart, attrice statunitense
- Rose Kennedy, madre di John Fitzgerald Kennedy
- Rose Lavelle, calciatrice statunitense
- Rose Likins, diplomatica statunitense
- Rose McGowan, attrice statunitense
- Rose Parenti, attrice statunitense
- Rose Smith, montatrice statunitense
- Rose Stone, cantante e tastierista statunitense
- Rose Tremain, scrittrice britannica
- Rose Troche, regista e sceneggiatrice statunitense

### Variante Roza
- Roza Eskenazi, cantante greca
- Roza Otunbaeva, politica kirghisa
- Roza Šanina, militare sovietica

### Variante Rosi
- Rosi Golan, cantautrice israeliana
- Rosi Mauro, politica italiana
- Rosi Mittermaier, sciatrice alpina tedesca
- Rosi Sánchez, cestista spagnola

### Variante Rosie

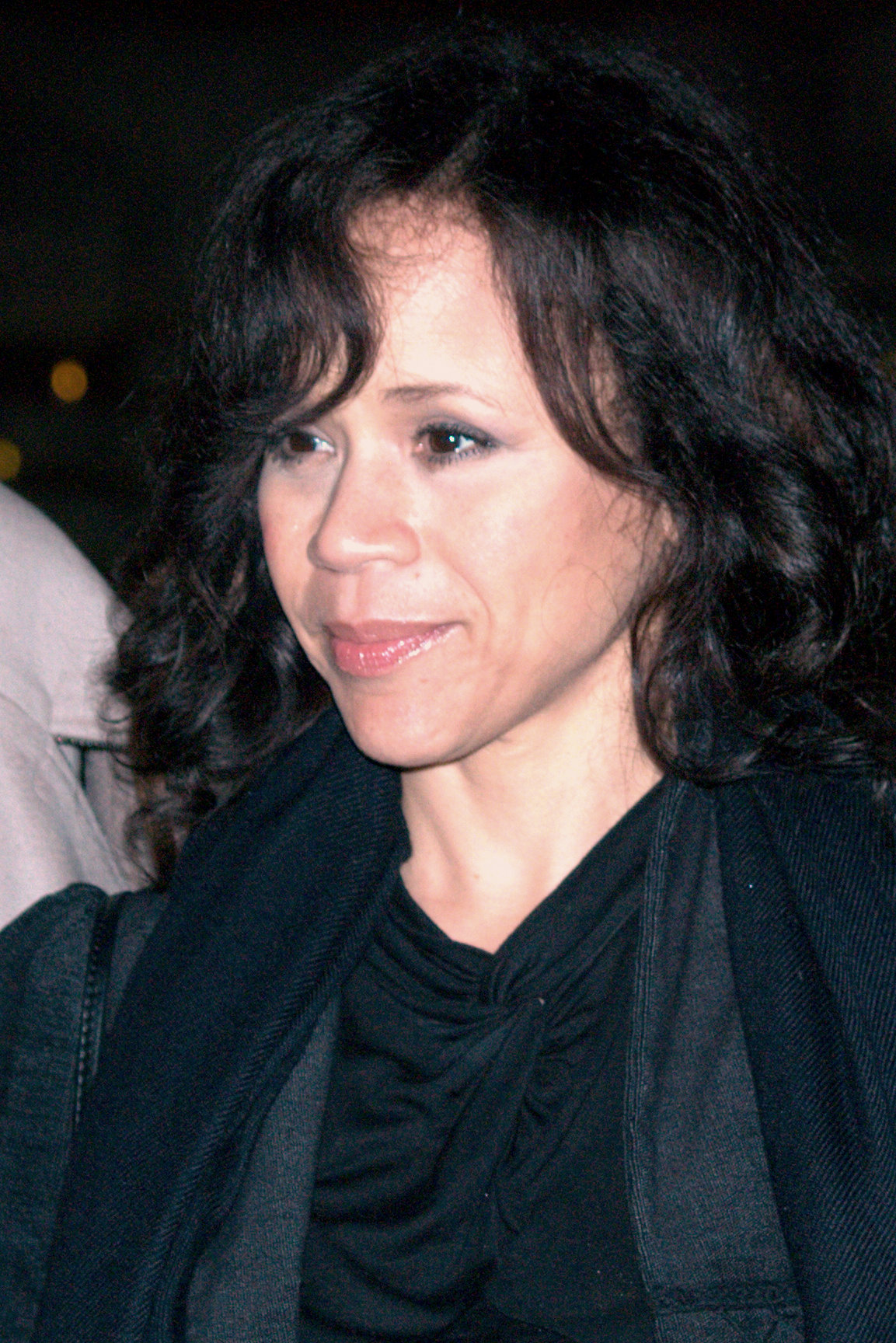
Rosie Perez

- Rosie Casals, tennista statunitense
- Rosie Huntington-Whiteley, supermodella e attrice britannica
- Rosie O'Donnell, attrice, conduttrice televisiva, autrice televisiva e attivista statunitense
- Rosie Perez, attrice, produttrice cinematografica, regista e ballerina statunitense
- Rosie Reyes, tennista messicana
- Rosie Taylor-Ritson, attrice britannica
- Rosie Thomas, cantautrice statunitense
- Rosie Wiederkehr, cantautrice svizzera

### Variante Rosina
- Rosina Anselmi, attrice italiana

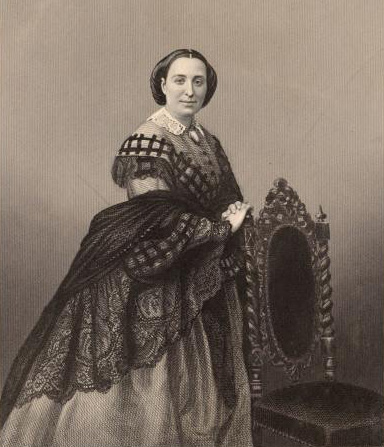
Rosina Penco

- Rosina Ferrario, aviatrice italiana
- Rosina Galli, attrice e doppiatrice italiana
- Rosina Galli, ballerina e maestra di ballo al MET, moglie di Giulio Gatti Casazza
- Rosina Lawrence, attrice, cantante e ballerina statunitense
- Rosina Penco, soprano italiano
- Rosina Stoltz, compositrice e cantante francese
- Rosina Storchio, soprano italiano

### Variante Rosita
- Rosita Celentano, conduttrice televisiva e attrice italiana
- Rosita Pisano, attrice italiana
- Rosita Toros, attrice italiana

### Variante Rosetta
- Rosetta Bozzolo, cestista italiana

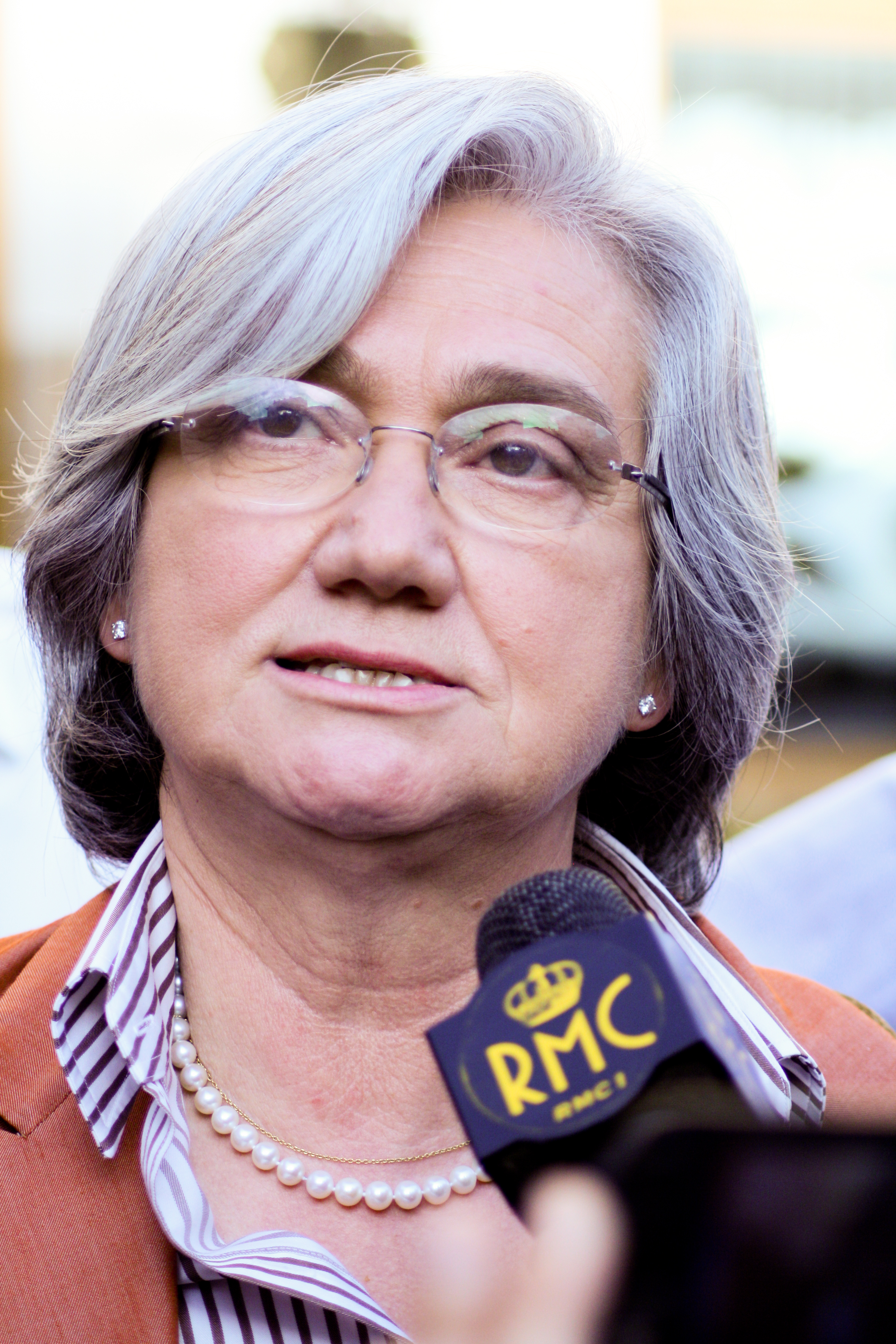
Rosy Bindi

- Rosetta Calavetta, attrice e doppiatrice italiana
- Rosetta Cutolo, criminale italiana
- Rosetta Loy, scrittrice italiana
- Rosetta Pampanini, soprano italiano
- Rosetta Tofano, costumista e attrice italiana

### Altre varianti
- Rosette, attrice francese
- Rosy Bindi, politica italiana
- Rosella Mancini, poetessa italiana
- Rosy Mazzacurati, attrice italiana
- Róisín Murphy, cantante irlandese
- Rózsa Péter, matematica ungherese
- Rosella Sensi, imprenditrice e politica italiana
- Rózsa Tassi, modella e pornoattrice ungherese naturalizzata italiana

## Il nome nelle arti
- Rosina è un personaggio dell'opera di Gioachino Rossini Il barbiere di Siviglia
- Rosina è un personaggio dell'opera buffa di Wolfgang Amadeus Mozart La finta semplice.
- Rose Maylie è un personaggio del romanzo di Charles Dickens Le avventure di Oliver Twist.
- Rose Madder è un personaggio dell'omonimo romanzo di Stephen King.
- Rosetta è un personaggio del romanzo La ciociara di Alberto Moravia, nonché dell'omonimo film che ne è stato tratto nel 1960 per la regia di Vittorio De Sica.
- Rosa Klebb è un personaggio del film del 1963 A 007, dalla Russia con amore, diretto da Terence Young.
- Rosa è la protagonista del film del 1981 Le occasioni di Rosa, diretto da Salvatore Piscicelli.
- Rose DeWitt Bukater è un personaggio del film del 1997 Titanic.
- Rosa Cimmaruta è un personaggio della commedia di Eduardo De Filippo Le voci di dentro.
- Rosa Intrugli è un personaggio della commedia La grande magia di Eduardo De Filippo.
- Rosa Priore è la protagonista della commedia Sabato, domenica e lunedì di Eduardo De Filippo.
- Rose Tyler è un personaggio della serie televisiva Doctor Who.
- Rosy Abate è un personaggio della serie televisiva Squadra antimafia - Palermo oggi.
- Rosa von Praunheim è lo pseudonimo adottato da Holger Mischwitzky, regista tedesco.
- Rosi Pachmeyer è un personaggio della soap opera Tempesta d'amore.
- Rosa è la seconda protagonista della canzone di Lucio Battisti La mia canzone per Maria, nonostante il titolo.
- Rosie è il nome di uno dei due burattini protagonisti della serie televisiva per bambini inglese Rosie and Jim andata in onda negli anni 90’.
- Rosie è un personaggio della serie animata Hazbin Hotel.

## Curiosità
- Rosa Garaventa è la donna a cui probabilmente ci si riferì per coniare il detto Bella di Torriglia.